# Abdullah bin Abdulaziz al-Saud
Abdullah al Arabiei Saudite sau Abdullah bin Abdulaziz al-Saud (numele complet: Abdullah Bin Abdulaziz Bin Abdulrahman Bin Faisal Bin Turki Bin Abdullah Bin Mohammed Bin Saud, în arabă خادم الحرمين الشريفين الملك عبد الله بن عبد العزيز آل سعود; n. 1 august 1924 - 23 ianuarie 2015)  a fost regele Arabiei Saudite între anii 2005-2015.
Succede la tron fratelui său, regele Fahd, la moartea acestuia (1 august 2005).
Este prinț moștenitor încă din 1982 și conduce efectiv de la 1 ianuarie 1996, când, din motive de sănătate, Fahd nu mai este apt să-și exercite prerogativele regale. Oficial preia tronul la 3 august 2005.
Alte funcții deținute:
- prim-ministru al Arabiei Saudite
- comandant al Gărzii Naționale Saudite
- președinte al Consiliului Economic Suprem
- președinte al Înaltului Consiliu pentru Petrol și Minerale
- președinte al Centrului Regal Abdulaziz pentru Dialog Național
- președinte al Consiliului Serviciului Civil
- comandant suprem al forțelor armate.

## Tinerețea
Regele Abdullah bin Abdulaziz al-Saud s-a născut la Riad, ca fiu al celei de-a opta soții a lui Ibn Saud, prințesa Fahda bint Asi Al Shuraim din tribul Shammar. El a fost al 15-lea dintre cei 37 fii ai fondatorului Arabiei Saudite, Abd al-Aziz ibn Saud. Doi din potentialii moștenitori ai tronului, prinții Sultan bin Abd al-Aziz și Nayef bin Abd al-Aziz, au murit înainte de a putea fi încoronați.
În august 1962, a primit funcția de comandant al Gărzii Naționale Saudite, iar în martie 1975 pe cea de vicepremier, ca în iunie 1982 să devină prim-vicepremier.
Abdallah a avut nouă soții principale, și încă peste 20 soții secundare.
A avut 14 copii legitimi și 20 nepoți. Principala sa soție a fost prințesa Hussa bint Trad bin Sattam ash-Sha'lan, originară din Siria.
Ea era sora soției lui Rifaat al-Assad, fratele mai mic al fostului președinte al Siriei, Hafez al-Assad și mătușa actualului președinte sirian Bashar al-Assad.

## Dialogul interconfesional
La 6 noiembrie 2007 regele Abdullah a fost primit în audiență de Papa Benedict al XVI-lea. Aceasta a fost prima vizită a unui rege saudit, custode ale celor două principale sanctuare ale Islamului, la un papă din Roma. Vaticanul și Arabia Saudită nu întrețin relații diplomatice. În Arabia Saudită nu există cetățeni ai regatului de religie creștină.
În martie 2008, regele Abdullah face apel la un dialog sincer și frățesc între credincioșii diverselor religii.
În iunie 2008, ține o conferință la Mecca solicitând liderilor musulmani să poarte un dialog cu cei creștini și evrei.
Arabia Saudită și Spania trec de îndată de partea susținerii acestui dialog
Conferința istorică are loc la Madrid în iulie, același an.
Au participat lideri religioși din diverse țări.
Abdullah nu a inițiat niciun dialog cu religiile hindusă și budistă.
Conferința de la Mecca a elaborat un document important privind dialogul dintre aparținătorii unor religii monoteiste din sud-estul Asiei, printre care și sikh.
Sesiunea a fost prezidată de către dr. Ezz Eddin Ibrahim, consilier pentru cultură în cadrul guvernului Emiratelor Arabe Unite.

### Națiunile Unite pentruPace și Cultură, noiembrie 2008
Regele Abdullah și guvernul său au fost responsabile pentru secțiunea Pace și Cultură a Adunării Generale a ONU din noiembrie 2008.
Au fost prezenți atât islamici, cât și de alte religii, iar scopul principal a constat în eradicare concepțiilor și prejudecăților privind presupusa relație dintre islam și terorism.
Printre liderii marcanți care și-au făcut apariția, putem menționa: fostul premier britanic, Tony Blair, președintele Israelului, Shimon Peres, președintele american, George W. Bush și regele Abdullah al Iordaniei.

## Rol activ în economia mondială
În 2005 Arabia Saudită a aderat la Organizația Mondială a Comerțului. Au crescut investițiile străine în regat și regele a transferat părți considerabile din veniturile din petrol în folosul infrastructurii.
În timpul domniei sale, Arabia Saudită a devenit prima țară arabă membră a G-20.

## Războiul împotriva terorismului
Începând cu 12 mai 2003, Arabia Saudită se confruntă cu numeroase atacuri din partea diverselor organizații teroriste (printre care mai ales Al-Qaeda), care au constat fie în exploziile unor mașini-capcană, fie în raiduri armate asupra civililor.
Motivul declarat se referă la orientarea pro-occidentală a politicii regale.
Mai mult, militanții fundamentaliști susțineau că profetul Mahomed ar fi cerut ca persoanele non-islamice să fie alungate din Peninsula Arabică, făcând referire în special la prezența trupelor americane în Arabia Saudită.
La cea de-a doua comemorare a atacului terorist de la 11 septembrie 2001, Abdullah, pe atunci prinț moștenitor adresează o scrisoare președintelui american George W. Bush, care se încheie astfel:

"Dumnezeu cel atotputernic, în marea-i înțelepciune, ne pune credința la încercare prin astfel de dezastre care au loc.
Dar El, în mila sa, ne întărește voința și hotărârea, dobândite prin credință, care ne permite nouă să prefacem astfel de tragedii în mari realizări, iar crizele care par atât de distrugătoare pot deveni prilej pentru un mare pas înainte al omenirii.
Sper că prin colaborarea sub conducerea dumneavoastră, din ruinele World Trade Center va răsări o nouă lume, binecuvântată prin virtuțile libertății, păcii, prosperității și armoniei."

## Acț‏iuni filantropice
- Abdullah a plătit pentru separarea chirurgicală a doi gemeni siamezi din Polonia. Operația a avut loc la 3 ianuarie 2005, la King Abd al-Aziz Medical City din Riad. Pentru această faptă a primit cetățenia de onoare a orașului Janikowo, unde s-au născut gemenii.
- A pus bazele a două biblioteci, Biblioteca Regele Abdulaziz din Riad și alta în Casablanca, Maroc.
- A donat 50 de milioane de dolari și materiale în valoare de 10 milioane, pentru ajutorarea celor care au suferit de pe urma cutremurului din 2008, din provincia chineză Sichuan.[15]
- În mai 2008, a donat 10 miliarde de dolari pentru înzestrarea fundației Universitatea Regele Abdullah pentru Știință și Tehnologie[16]
- După cutremurul din Cașmir din 2005, pune bazele Universității Regele Abdullah din statul pakistanez Azad Cașmir.

## Critici și controverse
Considerat unul dintre puținii autocrați încă în viață, Abdullah este ținta a numeroase critici, în special din partea Human Rights Watch, care, la 24 ianuarie 2007, îi trimite o scrisoare deschisă, solicitându-i încetarea persecuțiilor îndreptate asupra grupării religioase Ahmadiyya din Arabia Saudită.
Alte două asemenea scrisori, în noiembrie 2006 și februarie 2007, se referă la persecuțiile împotriva criticilor guvernului. 
Organizația pentru apărarea drepturilor omului nu a precizat niciodată dacă a primit vreun răspuns la aceste scrisori.
La 30 octombrie 2007, în timpul unei vizite în Marea Britanie, liderul arab a fost întâmpinat de un grup de protestatari, care l-au acuzat de diverse crime și acte de tortură.
De asemenea, Marea Britanie și-a exprimat îngrijorările privind tratamentul femeilor și al homosexualilor în Arabia Saudită.
În ultima parte a domniei a fost criticată în străinătate politica pedepselor aplicate de justiția saudită, care includ execuții și biciuri, mai ales pentru delicte de lezare a religiei, lesmaiestate și îmbrăcăminte indecentă.

În urma mișcărilor de protest din 2011, în septembrie 2011 regele a anunțat că femeile vor avea drept de vot la alegerile din 2015 pentru consiliile municipale, o primă reformă semnificativă. De asemenea a declarat că femeile vor putea fi numite în partea nealeasă a Shurei. 
O altă problemă a constituit-o presupusele acțiuni de mituire în cadrul comerțului de arme dintre Arabia Saudită și Regatul Unit.
Averea sa a fost estimată la peste 21 miliarde de dolari

## Politica externă. Imixtiunea în alte țări
Sub conducerea sa, Arabia Saudită a intervenit împotriva unor grupări neagreate din țările vecine:
- A sprijinit lovitura de stat din Egipt din 2013 organizată de armată pentru a-l îndepărta pe președintele Mohamed Morsi, membru al organizației Frăția Musulmană.
- În cadrul eforturilor pentru combaterea Fraților Musulmani, a intrat in conflict diplomatic cu Qatar, susținătorul acestora, și a rupt relațiile diplomatice cu acest emirat.
- În Bahrain a sprijinit activ familia domnitoare sunită, trimițând tancuri pentru înăbușirea protestelor de masă ale șiiților.
- În Siria a sprijinit opoziția în lupta sa împotriva președintelui Bashar al-Assad.
- Ulterior a luat parte la intervenția internațională împotriva așa numitului Stat Islamic din Irak și Levant”, devenit apoi "Califat islamic" care a început să-și impună regimul de teroare, în numele islamului sunit, pe teritorii ale Irakului și Siriei. În același timp s-au pus întrebări în legătură cu apropierea Arabiei Saudite de alte organizații teroriste sunite, inclusiv ramuri ale „Al Qaeda”.
- S-a aflat în rivalitate cu Iranul dominat de clerul șiit.
- A lansat Inițiativa saudită pentru soluționarea conflictului israelo-arab care a fost aprobată în anul 2002  de către Liga Arabă. Această inițiativă propune retragerea Israelului la liniile de armistițiu dinainte de 5 iunie 1967, înființarea unui stat palestinian pe teritoriile astfel evacuate, și stabilirea de acorduri de pace între Israel și toate statele arabe.

## Contacte cu președinții americani

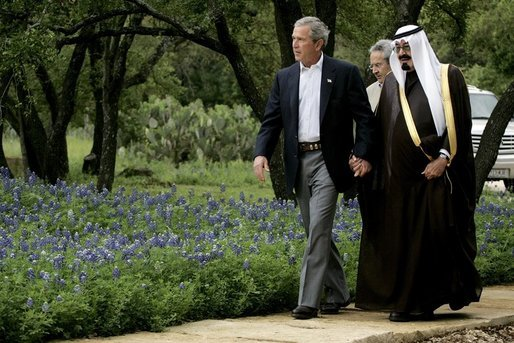
Abdullah vizitează Statele Unite în aprilie 2005

Prima vizită în SUA o efectuează în octombrie 1976, unde se întâlnește cu Gerald Ford.
Următoarea vizită pe continentul american o întreprinde în 1987, când poartă un dialog cu vicepreședintele George H. W. Bush.
În septembrie 1998, prințul încoronat efectuează o vizită de stat în Statele Unite, unde se întâlnește cu Bill Clinton.
În septembrie 2000, asistă la Serbările mileniului, ce au avut loc sub egida ONU la New York.
În aprilie 2002, prințul Abdullah efectuează nouă vizită de stat pe continentul american, unde se întâlnește cu George W. Bush și se reîntoarce aici în aprilie 2005, când se întâlnește cu același președinte.
În iunie 2009, Abdullah îl primește pe Barack Obama care vizitează Arabia Saudită.

## Succesiunea la tron
Moștenitorul aparent al regelui Abdullah a fost fratele său vitreg, Sultan bin Abdul-Aziz Al Saud, până la moartea acestuia la 22 octombrie 2011. Titlul de prinț moștenitor a trecut la următorul frate vitreg, Prințul Nayef, care a murit la Geneva la 16 iunie 2012. După decesul său, regele Abdullah, în vârstă de 89 de ani, l-a numit ca moștenitor pe ministrul apărării, Prințul Salman în vârstă de 76 de ani, acesta fiind un susținător al reformelor prudente ale regelui. El a fost numit prinț moștenitor la 18 iunie 2012.
O știre din aprilie 2014 susținea ca regele ar mai fi avut șase luni de trăit, din cauza unui cancer pulmonar terminal. La 2 ianuarie 2015 regele Abdullah a fost internat pentru pneumonie și a decedat la 23 ianuarie 2015. I-a succedat la tron Salman bin Abdulaziz al Saud.